# Eucalyptus haemastoma
Eucalyptus haemastoma — вічнозелене дерево роду евкаліпт, родини миртових, ендемік Сіднею та його околиць.

## Ботанічний опис

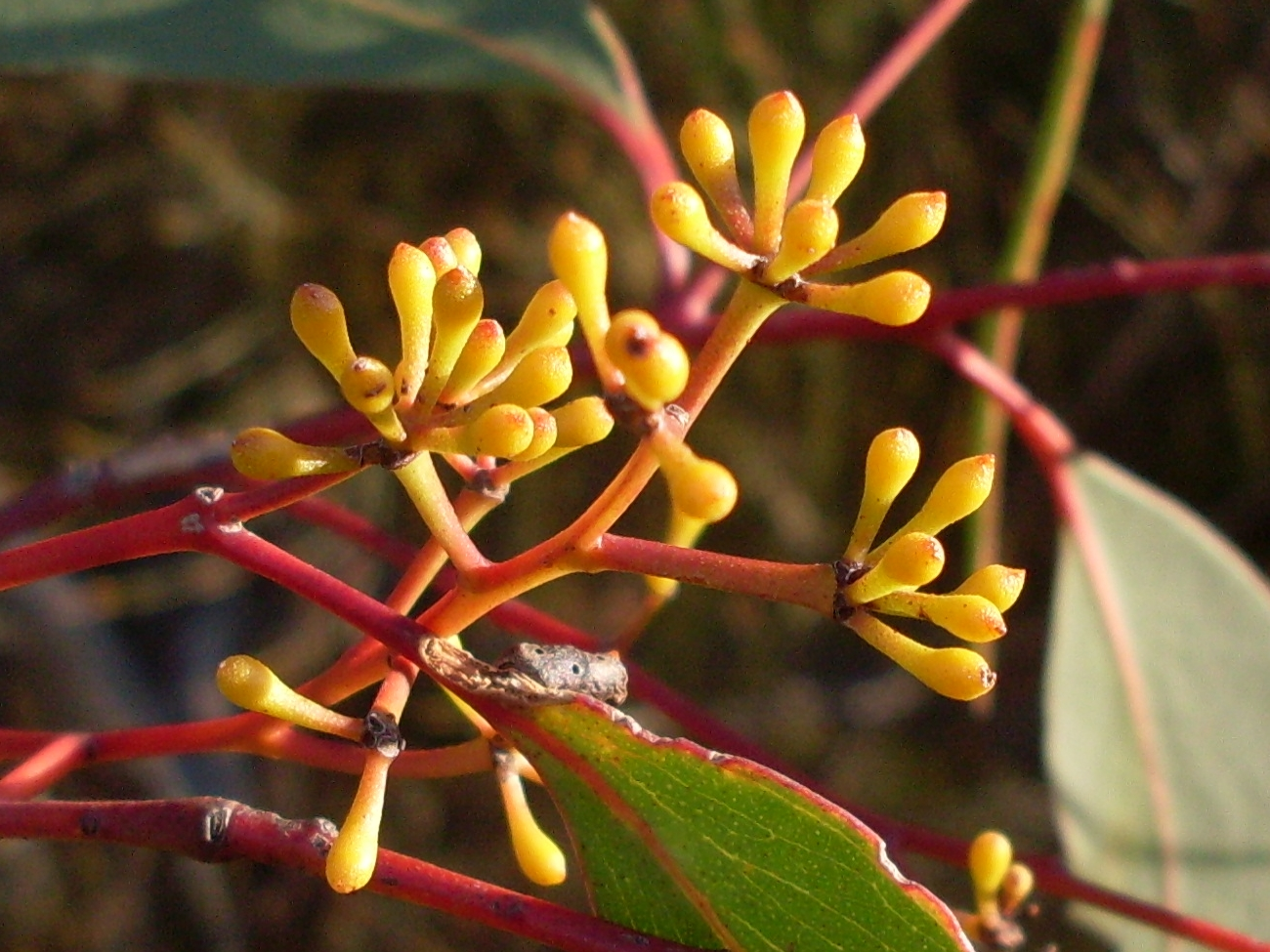
Квіткові бруньки

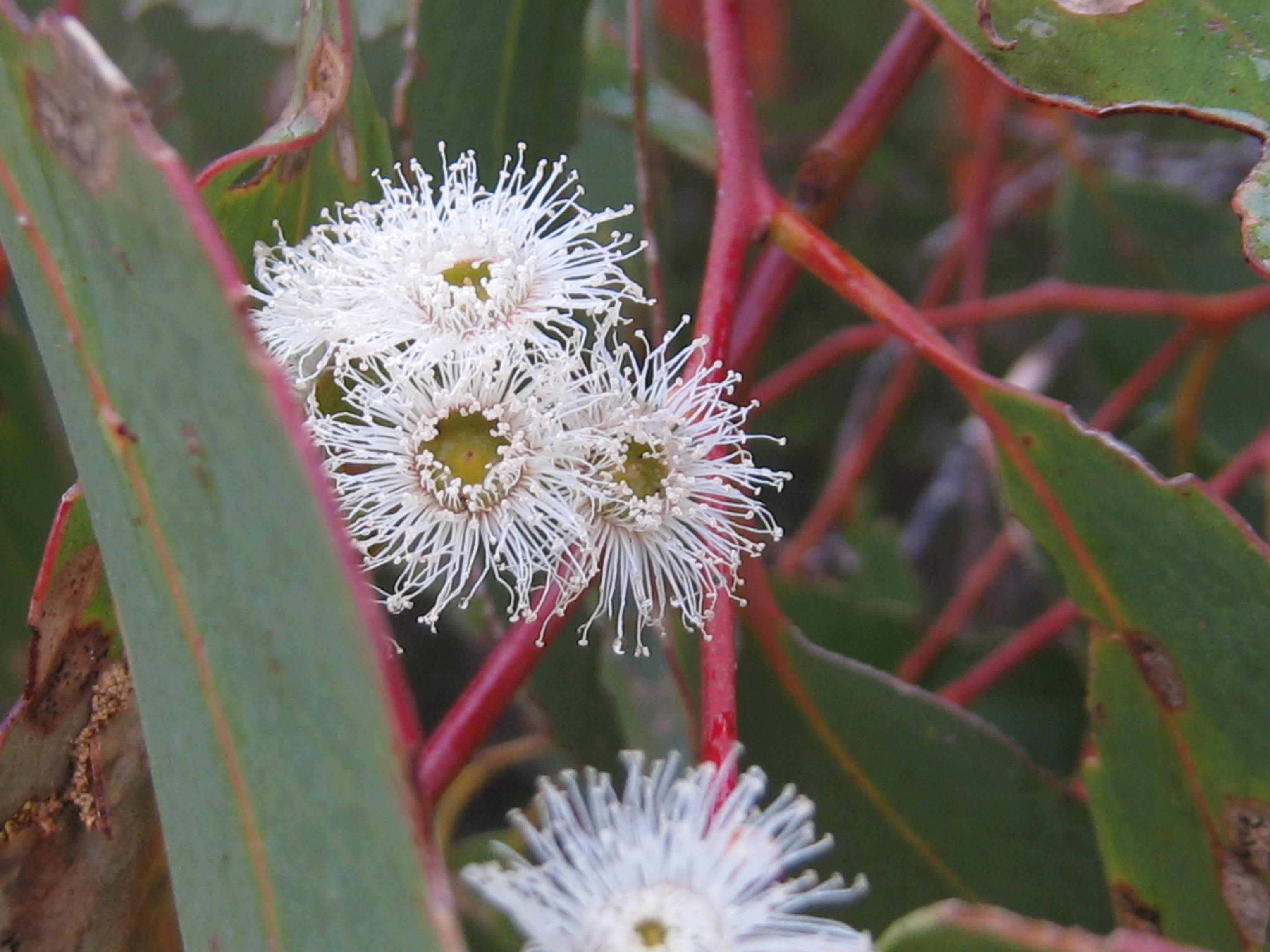
Квітки

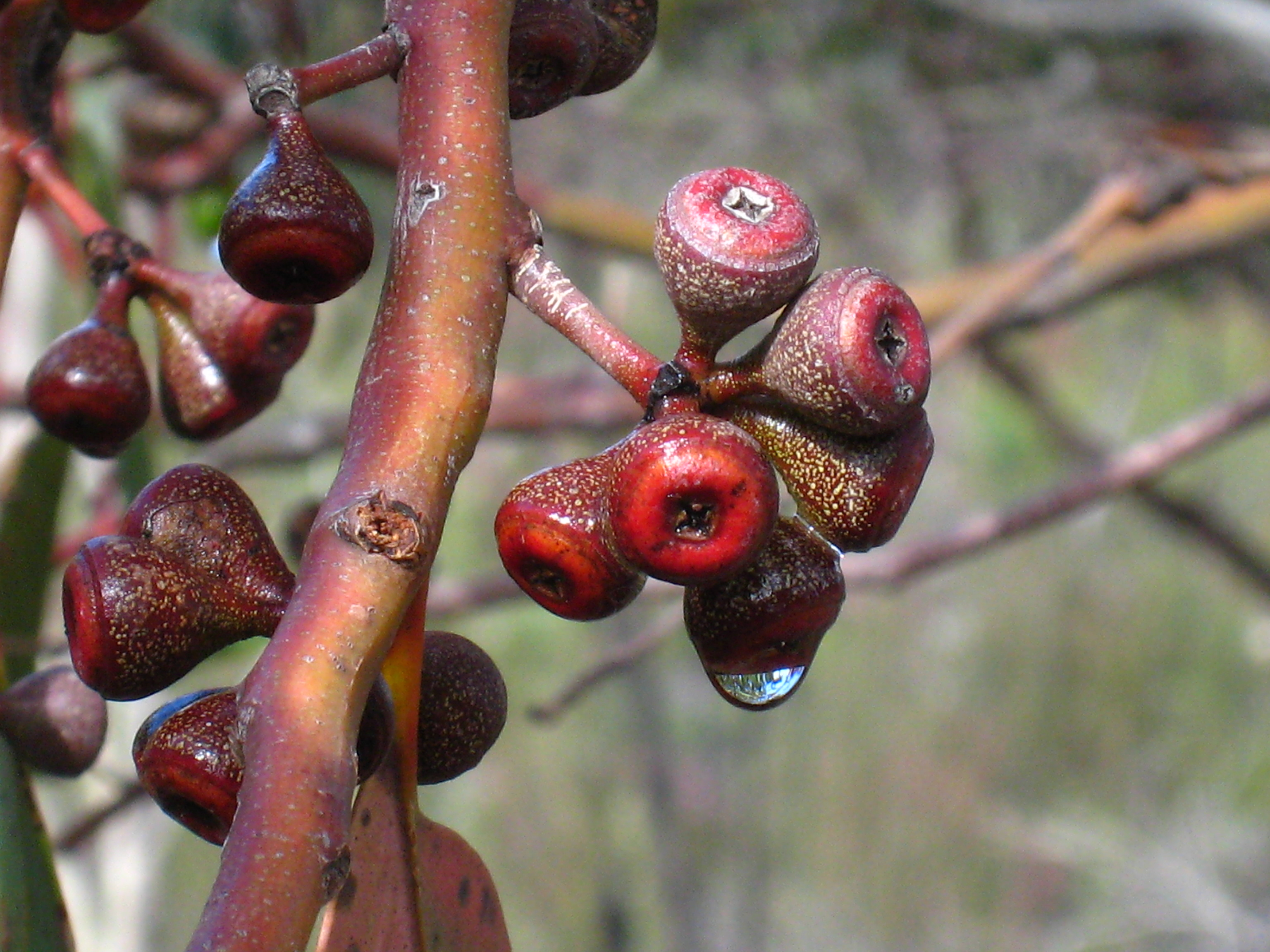
Плоди

Eucalyptus haemastoma зазвичай виростає до 12–15 метрів заввишки та утворює лігнотубер (прикореневий кап стовбура). Кора біла, сріблясто-сіра або жовта.
Молоді рослини та відростки мають еліптичні, довгасті або яйцеподібні листки довжиною 70–150 мм і шириною 20–60 мм. Дорослі листя в формі списа або вигнуті, однакового відтінку зеленого з обох сторін, довжиною 90–210 мм і шириною 15–35 мм на черешку 12–20 мм довжиною.
Квіткові бруньки розташовані в пазухах листків групами від дев'яти до п'ятнадцяти на нерозгалуженої квітконіжці довжиною 5–25 мм, окремі бруньки на квітконіжках довжиною 3–7 мм. Зрілі бруньки мають овальну форму, 4–6 мм у довжину і 3–4 мм в ширину з округлою кришкою. Цвітіння відбувається між липнем і листопадом, квіти білі. Плід являє собою деревну конічну або напівсферичну капсулу довжиною 5–9 мм і шириною 7–11 мм з клапанами на торці.

## Поширення
Ця дерево росте в лісі на піщаному ґрунті, отриманому з пісковику. Зустрічається в районі Сіднея між озером Маккуорі і Королівським національним парком.